# Bergau (Gemeinde Göllersdorf)
Bergau ist eine Ortschaft und eine Katastralgemeinde der Gemeinde Göllersdorf im Bezirk Hollabrunn in Niederösterreich. Die Ortschaft hat 220 Einwohner (Stand 1. Jänner 2024). Bis Ende 1971 war Bergau eine eigenständige Gemeinde.

## Geografie
Das Dorf im Süden des Ernstbrunner Waldes liegt am Porraubach, der bei Porrau aus dem Wald austritt und später in den Göllersbach mündet. Bergau liegt östlich der Landesstraße L1066 an der L1085, die außerhalb des Ortes an der L1066 endet. Zur Ortschaft gehört auch das Jagdhaus Gfletz im Westen.

## Geschichte
Bodenfunde und zwei Tumuli lassen auf eine prähistorische Besiedlung der Gegend schließen. Erstmals schriftlich genannt wird Bergau im Jahr 1203, als ein „Hugo de Pergowe“ in einer Schenkungsurkunde als Zeige benannt wird. Das Geschlecht der Pergauer besaß umfangreiche Besitzungen im Süden Wiens. Später werden die Puchheims als Inhaber der Herrschaft genannt und zuletzt die Grafen Schönborn-Puchheim.
Im Jahr 1822 wurde der Ort als Dorf mit 51 Häusern genannt, das über eine Pfarre und eine Schule verfügte. Die Herrschaft Schönborn besaß die Ortsobrigkeit, übte die Landgerichtsbarkeit aus und besorgte die Konskription.
Laut Adressbuch von Österreich waren im Jahr 1938 in der Ortsgemeinde Bergau ein Fleischer, zwei Gastwirte, zwei Gemischtwarenhändler, eine Schmiedin, ein Schneider, ein Schuster, ein Wagner und zahlreiche Landwirte ansässig.
Mit 1. Jänner 1972 wurden im Rahmen der Niederösterreichischen Kommunalstrukturverbesserung die bis dahin selbständigen Gemeinden Bergau, Eitzersthal, Großstelzendorf, Obergrub, Porrau, Untergrub, Viendorf und Wischathal nach Göllersdorf eingemeindet.

## Sehenswürdigkeiten
- Pfarrkirche Bergau, ein schlichter Bau aus dem 17. und 18. Jahrhundert, Pfarre seit 1784